# Mantua (indumento)

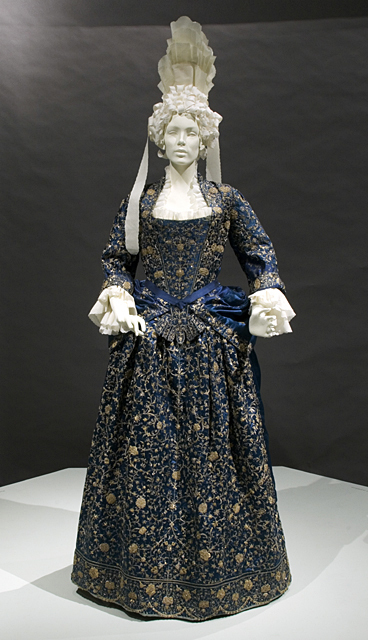
Il Mantua in esibizione al Los Angeles County Museum of Art.

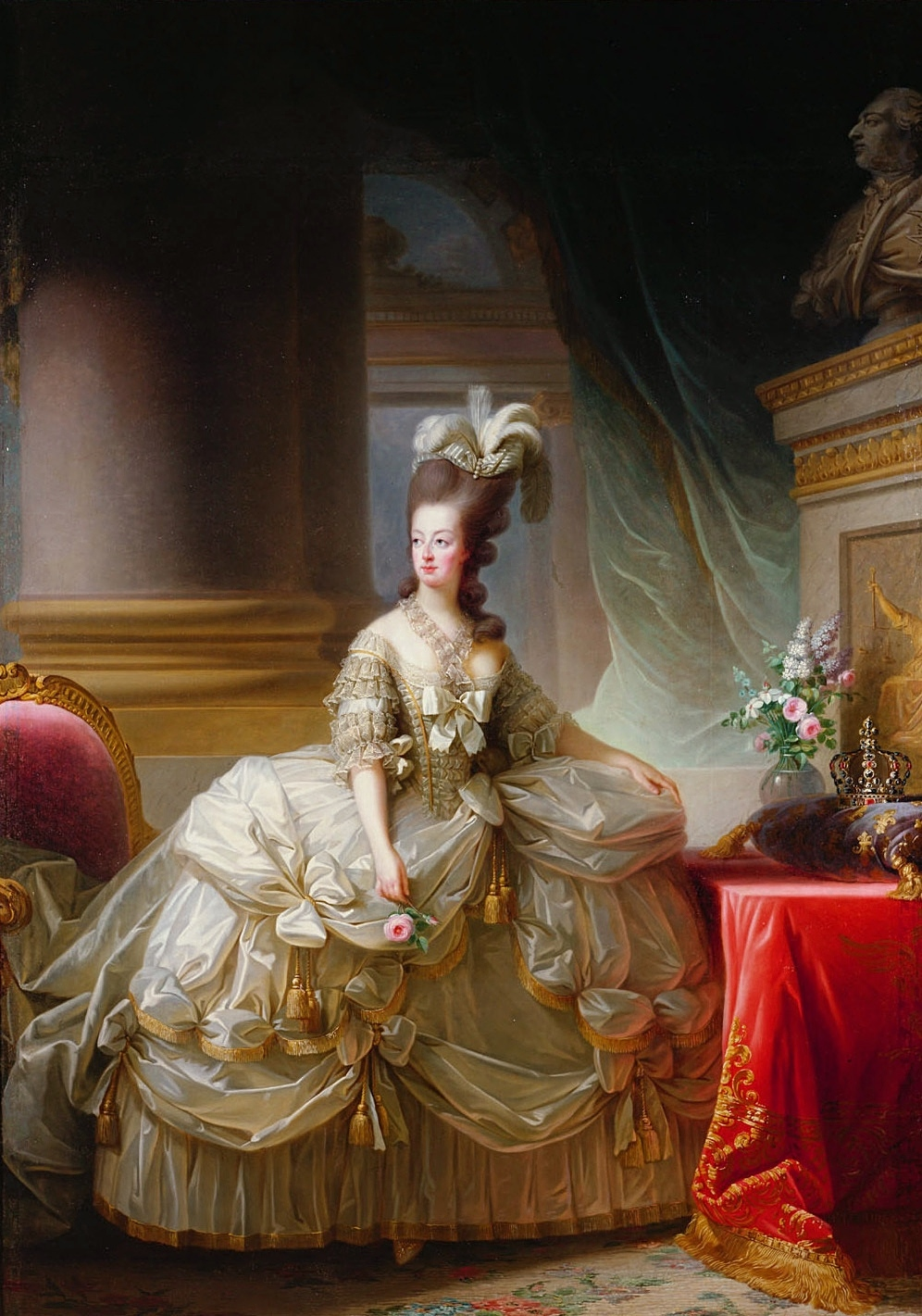
La regina di Francia Maria Antonietta d'Asburgo-Lorena in "mantua", denominato anche abito di corte.

Il Mantua è un tipo di abito in voga dalla seconda metà del '600 al tardo XVIII secolo.

## Etimologia
Le origini del termine Mantua sono incerte. Probabilmente trae il proprio nome dalla città italiana di Mantova che nel XVII secolo era un importante centro di tessitura delle stoffe utilizzate per quest'abito. Un'altra teoria è che il nome derivi dal francese manteau.

## Descrizione
Originariamente progettato come un abito sciolto, fu indossato già verso la fine del XVII secolo come alternativa ai corpetti disossati abbinati a gonne separate. Questo capo di abbigliamento divenne popolare nel corso del XVIII secolo quando venne utilizzato soprattutto come abito di corte, arrivando ad essere considerato un sinonimo dell'abito di corte stesso. Il mantua era comunemente indossato su corpetti o stomacher (un pannello triangolare decorato che riempie l'apertura anteriore di un abito o di un corpetto) ed era abbinato a sottogonne coordinate. Le maniche arrivavano al gomito e la sopraveste era tirata indietro sui fianchi per esporre la gonna. La sopraveste inoltre era munita di un lungo strascico che partiva dal punto vita. Nelle prime versioni inoltre non venivano usati i paniers (indumenti intimi femminili indossati per estendere la larghezza delle gonne sui lati, lasciando la parte anteriore e posteriore relativamente piatte) ma si utilizzavano ulteriori gonne per dare volume.
Il mantua, realizzato con un unico pezzo di tessuto plissettato per adattarsi a un lungo strascico, era ideale per mostrare i disegni delle nuove sete dai motivi elaborati che sostituirono i rasi di colore uniforme popolari a metà secolo.
Oltre a contribuire con un nuovo stile di abito all'abbigliamento femminile, che sarebbe rimasto popolare per tutto il XVIII secolo, il mantua formalizzò la posizione delle sarte come creatrici di outerwear, ossia l'abbigliamento progettato specificamente per essere indossato sopra altri indumenti in condizioni fredde.

## Evoluzione del mantua
In precedenza, la produzione di indumenti esterni era prevalentemente svolta dai sarti, un mestiere in gran parte composto da uomini, e coinvolgeva solo le donne in modo meno formalizzato. Quando il mantua iniziò la sua vita come una forma di indumento "undress" (ossia da portare sotto altri vestiti), la sua produzione fu ripresa dalle sarte nella loro veste professionale di creatrici di indumenti di lino, solitamente indossati come indumenti intimi. Tuttavia, anche quando il mantua si evolse in una forma accettata di abbigliamento esterno, le sarte francesi lottarono per avere il diritto di continuare a realizzare il mantua e lo ottennero, così come fecero per la maggior parte delle altre forme di abbigliamento esterno femminile, durante il diciottesimo secolo.
Nel corso della sua storia, il mantua ha subito diversi cambiamenti nella silhouette.
I primi mantua apparvero alla fine del XVII secolo come comoda alternativa ai corsetti con stecche e alle gonne separate allora molto diffusi.
Il mantua aveva maniche lunghe fino al gomito con polsini e la gonna era solitamente tirata indietro sui fianchi per esporre la sottoveste sottostante. Nelle prime versioni del mantua, la lunga gonna che lo componeva aveva lo strascico. Dal 1710 circa, divenne consuetudine appuntare lo strascico. La costruzione del mantua fu modificata in modo che una volta appuntato lo strascico, il retro esposto di esso mostrasse la faccia corretta del tessuto o del ricamo. Uno dei primi esempi esistenti di ciò, datato 1710-1720, si trova nelle collezioni del Victoria and Albert Museum.
Verso la metà del XVIII secolo, il mantua si era evoluto in una versione formale indossata principalmente per l'abito di corte. Il drappeggio della sopragonna divenne sempre più stilizzato, con il pannello posteriore dello strascico quasi completamente nascosto. Noto come sacco, Robe à la Française o abito francese, questo indumento era sostenuto da pannier che si espandevano in larghezza negli anni '40 e '50 del Settecento, e preceduto da uno stomacher decorativo. Le sottogonne erano esposte sul davanti, con due sostanziali pieghe a scatola sul retro che consentivano al tessuto di pendere liberamente dal collo al pavimento. Questo stile di mantua era più tipicamente indossato come abito formale tra gli anni '50 e '70 del Settecento.
Le tre sezioni posteriori arricciate della gonna e il corpetto aderente dell'incarnazione del mantua del 1770, noto come abito polonaise o Robe à la Polonaise, erano distintivi di questo stile, con la gonna a sbuffo ottenuta tramite cordoncini o nastri.
Il Robe à l'Anglaise o abito inglese era anche uno stile popolare in Europa. L'abito in stile inglese presentava una schiena aderente e una gonna anteriore aperta per mostrare sottogonne decorate, come nel Robe à la Française.
La versione finale del mantua, che emerse intorno al 1780, aveva poca somiglianza con il mantua originale di quasi un secolo prima. Invece dei drappeggi e delle pieghe elaborate della fine del XVII e dell'inizio del XVIII secolo, lo strascico si era evoluto in una lunghezza di tessuto attaccata alla parte posteriore del corpetto, come illustrato in un esempio al Victoria and Albert Museum.

## Esempi sopravvissuti
Gli esempi esistenti del mantua del XVII secolo sono estremamente rari. Forse l'unico esempio conosciuto di dimensioni adulte esistente è un mantua di lana ricamato e una sottoveste nel Costume Institute del Metropolitan Museum of Art. Norah Waugh ha pubblicato un modello tratto da questo mantua. Il Victoria and Albert Museum possiede una fashion doll estremamente rara della fine del XVII secolo vestita con un mantua di seta rosa e una sottoveste.
Sempre al Costume Institute si trovano un mantua e una sottoveste in seta rosa salmone datati 1708. Un altro mantua antico, la cui seta è datata approssimativamente 1708-09, appartiene al Clive House Museum di Shrewsbury; un modello di mantua è stato comprato da Janet Arnold.
La maggior parte dei mantua conservati nelle collezioni museali sono versioni formali della metà del XVIII secolo, destinate all'abito di corte per i membri degli organi giurisdizionali. Il mantua di Berrington Hall degli anni '60 del Settecento, molto probabilmente indossato da Ann Harley (nata Bangham) come Lady Mayoress di Londra, e un mantua di seta blu con pettorina e sottoveste abbinate datata circa 1750-65 nella collezione del Costume Institute del Metropolitan Museum of Art, sono esempi di questo tipo di mantua.

## Galleria d'immagini

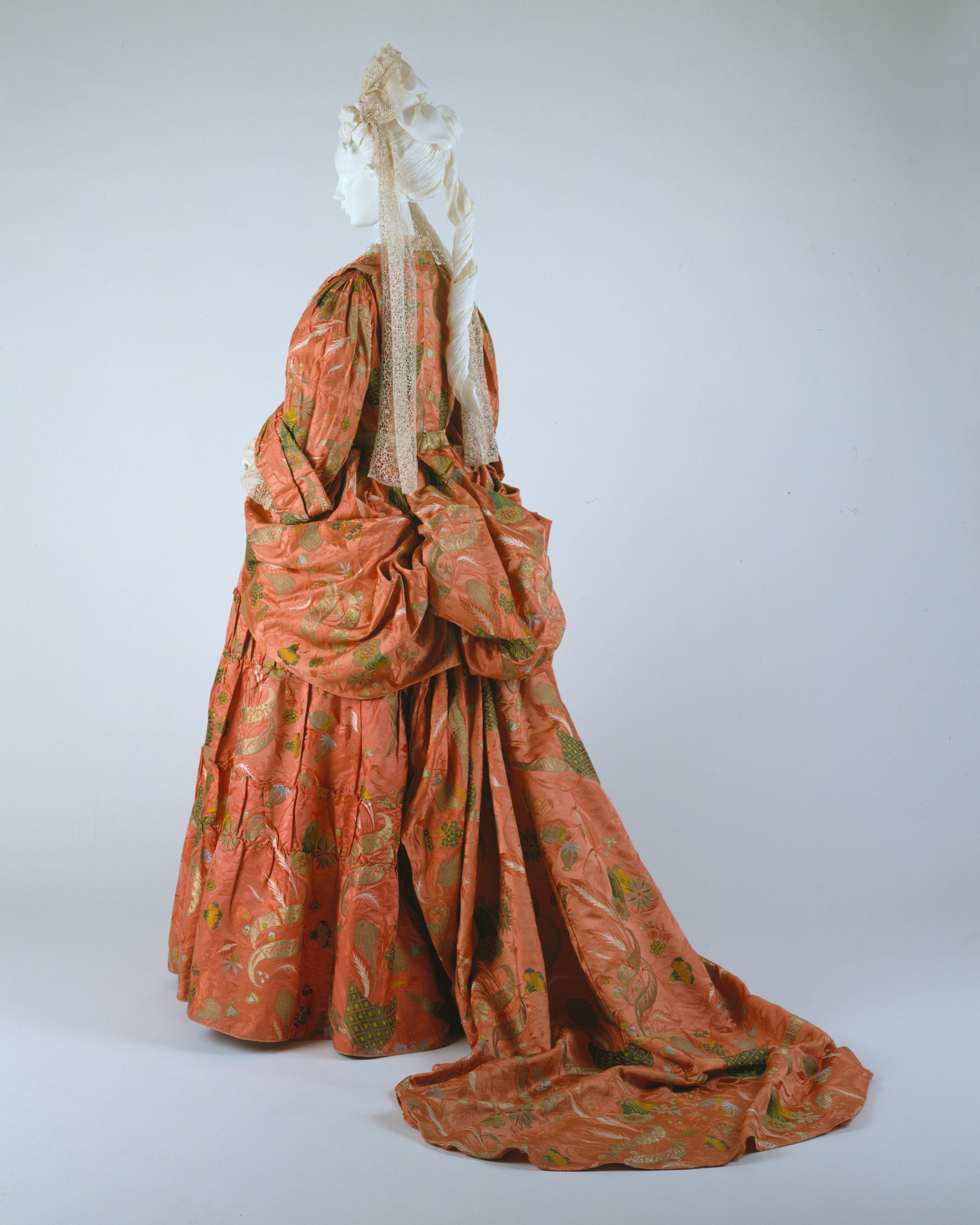
Mantua e sottoveste di seta, Gran Bretagna, circa 1708.
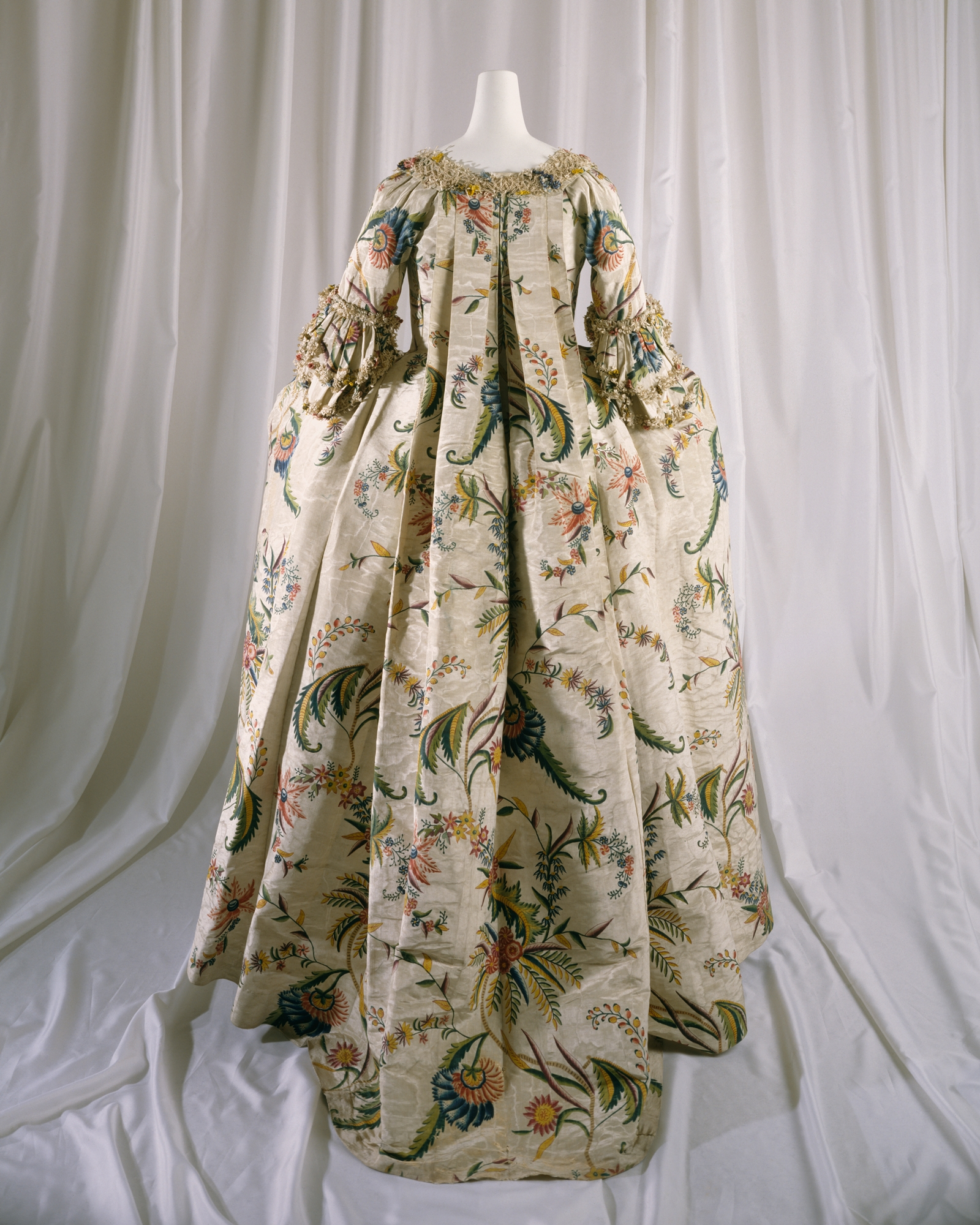
Robe à la française, seta, pigmento, lino, Gran Bretagna, circa 1740.
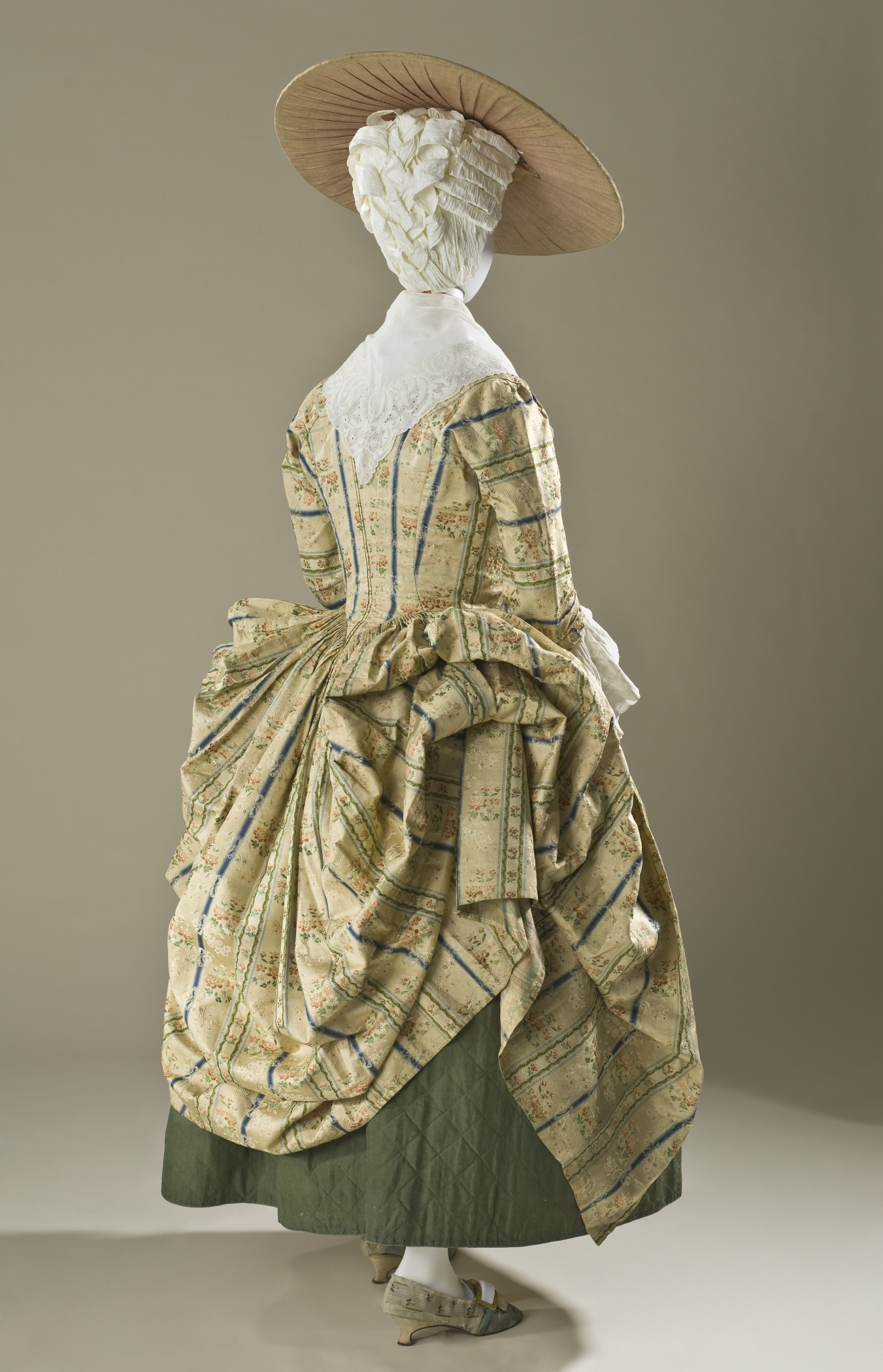
Robe à la polonaise, seta a trama semplice con motivo supplementare di ordito, Francia, 1775.
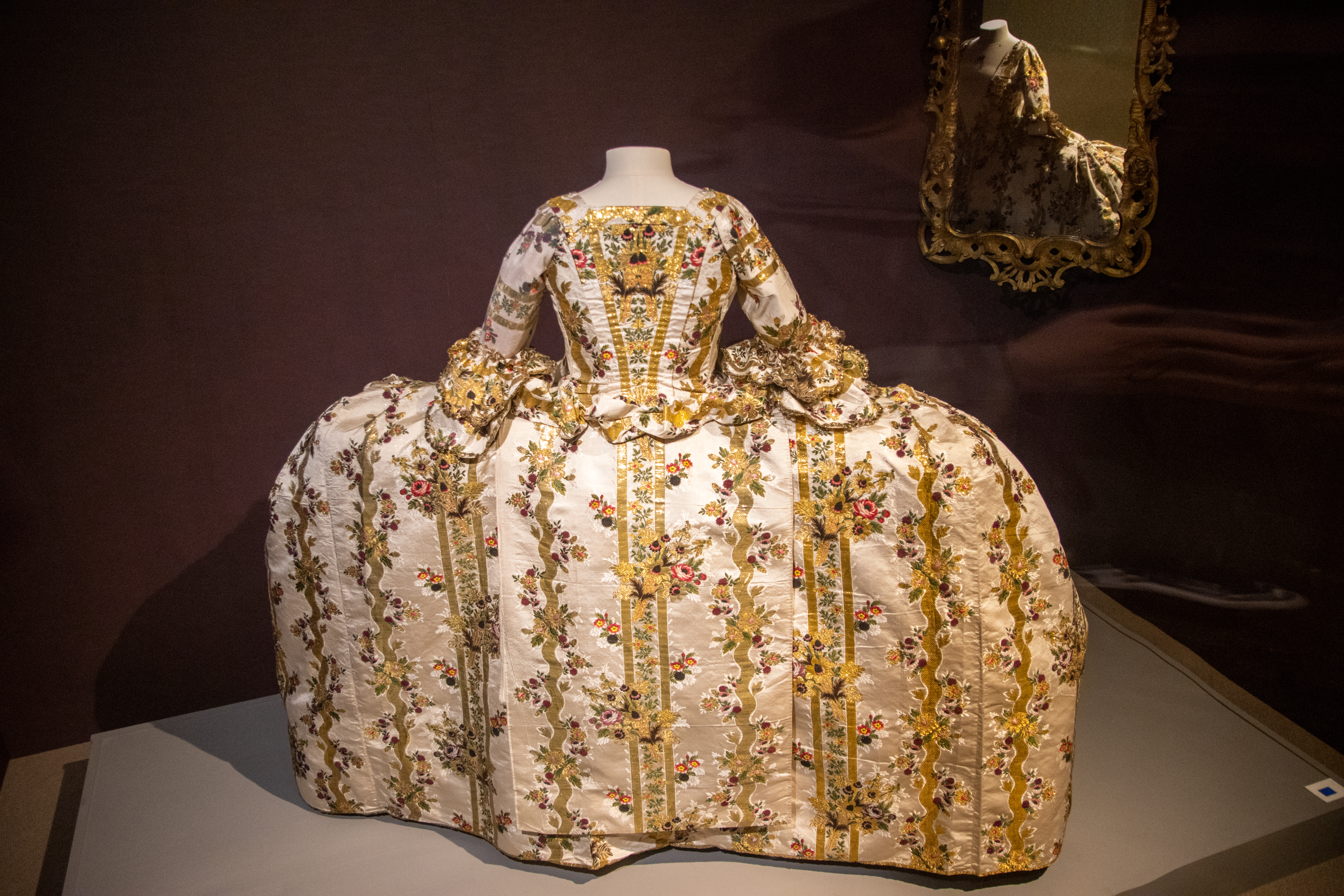
Il mantua a Berrington Hall, circa 1760.